# Wim Linders
Wilhelmus Petrus Gerardus (Wim) Linders (Mook, 14 december 1908 – Arcen, 6 november 1998) was een Nederlands politicus van de KVP.
Hij werd geboren als zoon van Johannes Mathijs Linders (1862-1943) en Petronella Wilhelmina Thijssen (1868-1934). W.P.G. Linders was nog maar 14 jaar toen hij in maart 1923 als volontair ging werken bij een gemeentesecretarie. Vanaf 1928 was hij ruim een half jaar werkzaam bij de gemeente Mook waarna hij ambtenaar werd bij de gemeentesecretarie van Bergen. In 1954 werd Linders benoemd tot burgemeester van Broekhuizen en in november 1960 volgde zijn benoeming tot burgemeester van Arcen en Velden. In januari 1974 ging hij daar met pensioen en eind 1998 overleed hij op 89-jarige leeftijd. Zijn schoonzoon Ruud Vermaaten is in Limburg ook burgemeester geweest.